# Leimebamba
Leimebamba es una localidad del norte del Perú, capital de la distrito de Leymebamba (Departamento de Amazonas), se encuentra a 2203 m s. n. m. Tenía una población de 766 habitantes en 1993.
La localidad cuenta con un puesto de salud y un camal municipal.

## Clima
| Parámetros climáticos promedio de Leimebamba | Parámetros climáticos promedio de Leimebamba | Parámetros climáticos promedio de Leimebamba | Parámetros climáticos promedio de Leimebamba | Parámetros climáticos promedio de Leimebamba | Parámetros climáticos promedio de Leimebamba | Parámetros climáticos promedio de Leimebamba | Parámetros climáticos promedio de Leimebamba | Parámetros climáticos promedio de Leimebamba | Parámetros climáticos promedio de Leimebamba | Parámetros climáticos promedio de Leimebamba | Parámetros climáticos promedio de Leimebamba | Parámetros climáticos promedio de Leimebamba | Parámetros climáticos promedio de Leimebamba |
| Mes                                          | Ene.                                         | Feb.                                         | Mar.                                         | Abr.                                         | May.                                         | Jun.                                         | Jul.                                         | Ago.                                         | Sep.                                         | Oct.                                         | Nov.                                         | Dic.                                         | Anual                                        |
| -------------------------------------------- | -------------------------------------------- | -------------------------------------------- | -------------------------------------------- | -------------------------------------------- | -------------------------------------------- | -------------------------------------------- | -------------------------------------------- | -------------------------------------------- | -------------------------------------------- | -------------------------------------------- | -------------------------------------------- | -------------------------------------------- | -------------------------------------------- |
| Temp. máx. media (°C)                        | 25                                           | 26                                           | 26                                           | 25                                           | 24                                           | 22                                           | 21                                           | 20                                           | 20                                           | 21.5                                         | 23                                           | 24                                           | 23.1                                         |
| Temp. mín. media (°C)                        | 18                                           | 19                                           | 20                                           | 18                                           | 17                                           | 17                                           | 15                                           | 14                                           | 14                                           | 15                                           | 16                                           | 17                                           | 16.7                                         |
| Fuente: Accuweather                          |                                              |                                              |                                              |                                              |                                              |                                              |                                              |                                              |                                              |                                              |                                              |                                              |                                              |

## Lugares de interés
- Templo matriz de Leimebamba
- Museo de Leimebamba
- Laguna de los Cóndores
- Área de conservación privada Los Chilchos[5][6]
- Cueva Intimachay[7][8]
- La Congona
- Cataneo
- Molinete
- Atuen
- Monte Viudo
- La Petaca, Bóveda y Diablo Wasi

## Galería

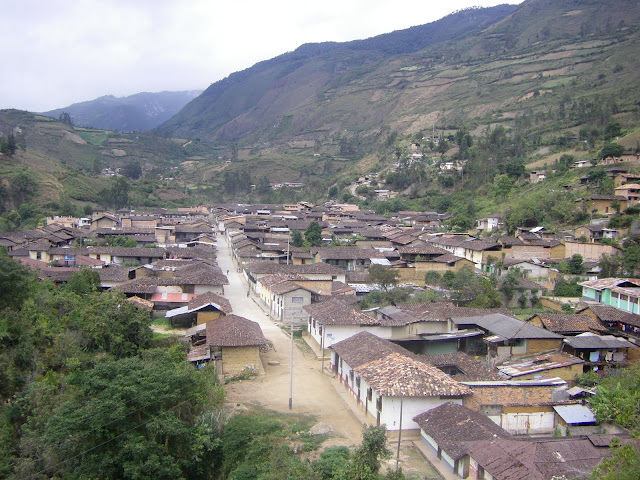
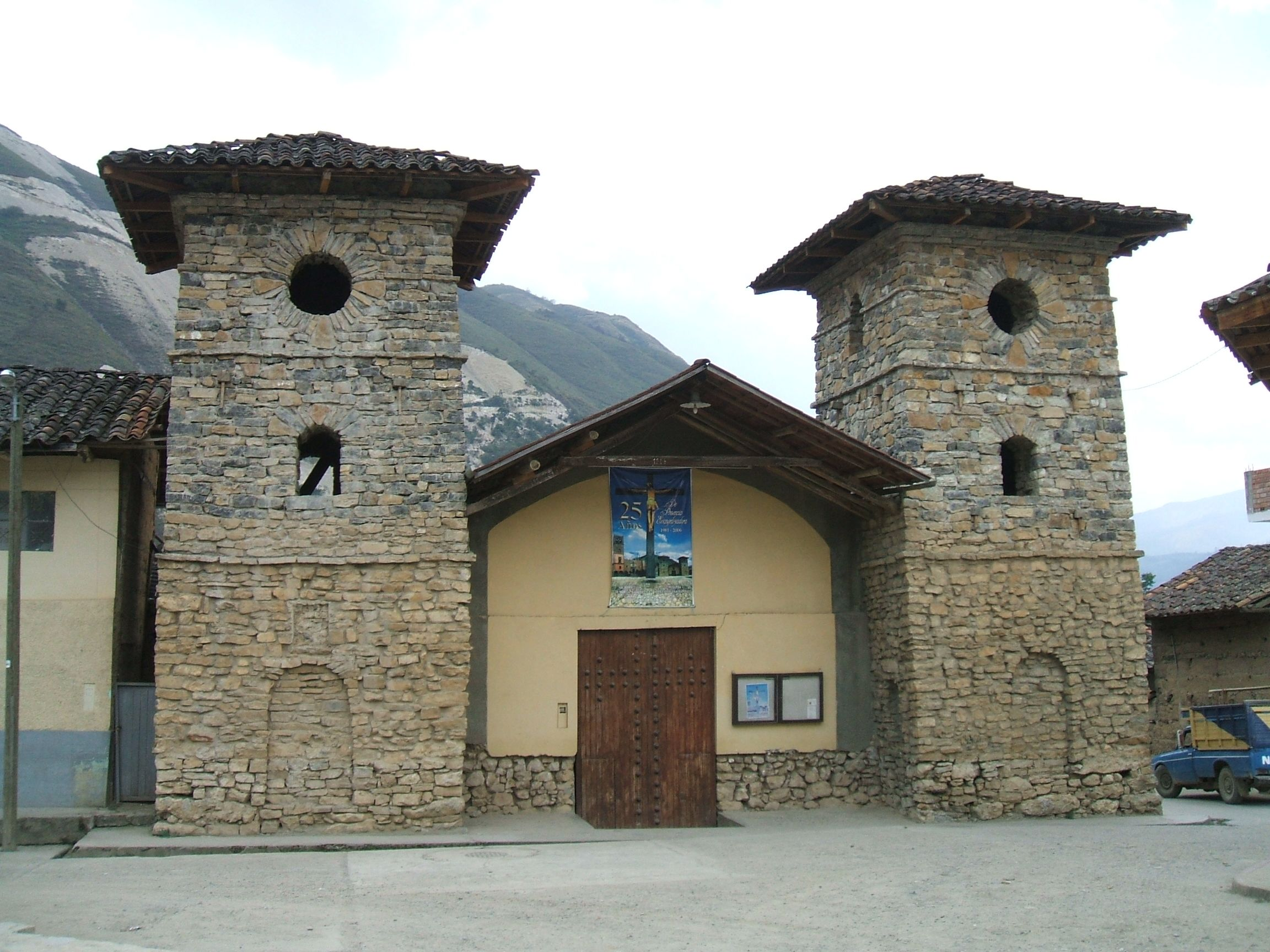
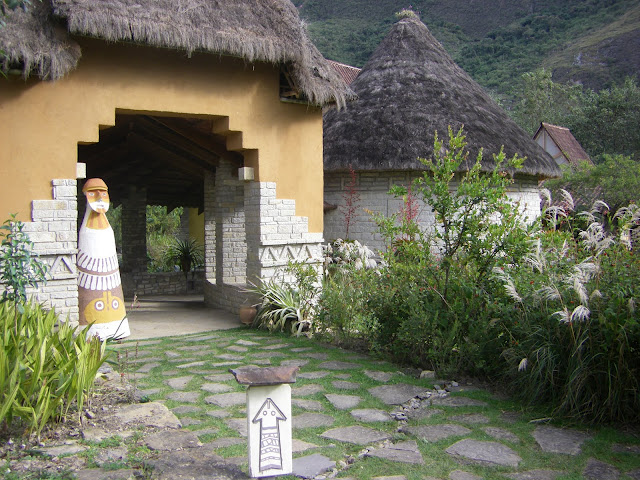
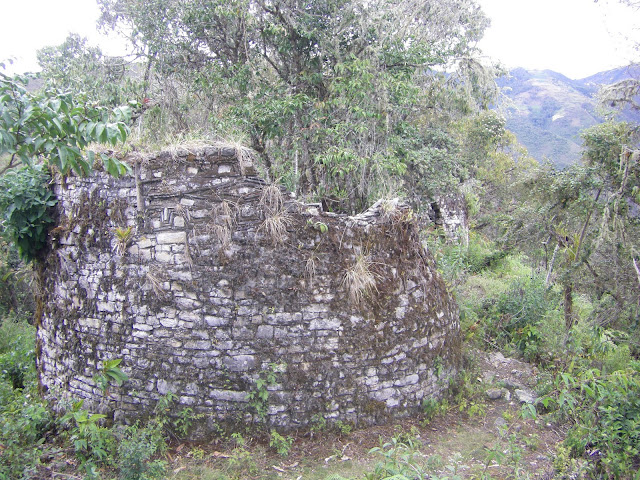